# 69-о средно училище „Димитър Маринов“
69 средно училище „Димитър Маринов“ се намира в София, жилищен комплекс „Дружба-1“.
В него се обучават ученици от 1 до 12 клас. Патрон на училището е етнографът Димитър Маринов.